# Museo di Dubai
Il Museo di Dubai è il principale museo di Dubai, negli Emirati Arabi Uniti. È conosciuto anche come Al Fahidi Fort (Arabo: حصن الفهيدي), dal nome dell'edificio che lo ospita, che fu costruito nel 1787 e per questo è l'edificio più antico di Dubai.
Il museo è stato inaugurato dall'emiro di Dubai nel 1971, con l'obiettivo di mostrare al pubblico lo stile di vita tradizionale dell'Emirato di Dubai. La collezione comprende manufatti antichi del luogo e reperti provenienti dai paesi africani e asiatici che commerciavano con Dubai, alcuni vecchi anche di 5.000 anni, e diorami che mostrano come si viveva prima della scoperta del petrolio.
Nel 2007, il Museo di Dubai ha accolto 1.800 visitatori al giorno, con un totale annuo di 611.840. Nel marzo 2008, il museo ha avuto 80.000 visitatori. Il periodo più frequentato va da agosto ad aprile.